# Campeonato Mundial de Ginástica Artística de 1911
O V Campeonato Mundial de Ginástica Artística transcorreu no dia 13 de maio de 1911, na cidade de  Turim, Itália.
Nesta edição, o calendário voltou a ter quatro competições individuais por aparelho, desde sua primeira realização.

## Eventos
Masculinos
- Equipes
- Individual geral
- Barras paralelas
- Barra fixa
- Argolas
- Cavalo com alças

## Medalhistas
Masculinos
| Evento           | Ouro | Prata | Bronze |
| Equipes          | Joseph Czada · Frantisek Erben · Karel Pitl · Karel Stary · Ferdinand Steiner · Svatopluk Svoboda · Tchecoslováquia¹ · (974,690) | Antoine Costa · Dominique Follaci · J. Labeeu · J. Lecontre · M. Maucurier · Marco Torrès · França · (934,410) | Pietro Bianchi · Francesco Loy · Osvaldo Palazzi · Guido Romano · Paolo Salvi · Giorgio Zampori · Itália · (899,860)                                               |
| Individual geral | Ferdinand Steiner · Tchecoslováquia¹ · (168,250)                                                                                 | Joseph Czada · Tchecoslováquia¹ · (167,620)                                                                    | Karen Stary · Svatopluk Svoboda · Tchecoslováquia¹ · (167,000) |
| Barra fixa       | Joseph Czada · Tchecoslováquia¹ · (24,000)                                                                                       | Marco Torrès · França · (23,750)                                                                               | Giorgio Romano · Itália · Svatopluk Svoboda · Tchecoslováquia¹ · (23,250)                                                                                          |
| Cavalo com alças | Osvaldo Palazzi · Itália · (24,000)                                                                                              | Paolo Salvi · Giorgio Zampori · Itália · (23,000)                                                              | nenhum |
| Barras paralelas | Giorgio Zampori · Itália · (24,000)                                                                                              | Dominique Follacci · França · (23,750)                                                                         | Jules Labeeu · Bélgica · Stane Vidmar · Iugoslávia · Paolo Salvi · Itália · Ferdinand Steiner · Tchecoslováquia¹ · J. Lecoutre · Antoine Costa · França · (23,500) |
| Argolas          | Ferdinand Steiner · Tchecoslováquia¹ · (24,000)                                                                                  | Pietro Bianchi · Itália · Dominique Follacci · Antoine Costa · França · (23,750)                               | nenhum |

## Quadro de medalhas
| Ordem | País             |   |   |    |    |
| 1     | Tchecoslováquia¹ | 4 | 1 | 4  | 9  |
| 2     | Itália           | 2 | 3 | 3  | 8  |
| 3     | França           | 0 | 5 | 2  | 7  |
| 4     | Bélgica          | 0 | 0 | 1  | 1  |
| 4     | Iugoslávia       | 0 | 0 | 1  | 1  |
| TOTAL | TOTAL            | 6 | 9 | 11 | 26 |

- Nota¹: Como os medalhistas do Império Austro-Húngaro pertenciam a região de Bohemia, as medalhas conquistadas por esses foram remanejadas a Tchecoslováquia, anos depois pela Federação Internacional de Ginástica.